# Sedum subulatum
Sedum subulatum är en fetbladsväxtart som först beskrevs av C. A. Meyer, och fick sitt nu gällande namn av Pierre Edmond Boissier. Sedum subulatum ingår i Fetknoppssläktet som ingår i familjen fetbladsväxter. Inga underarter finns listade i Catalogue of Life.